# Rainer Eppelmann

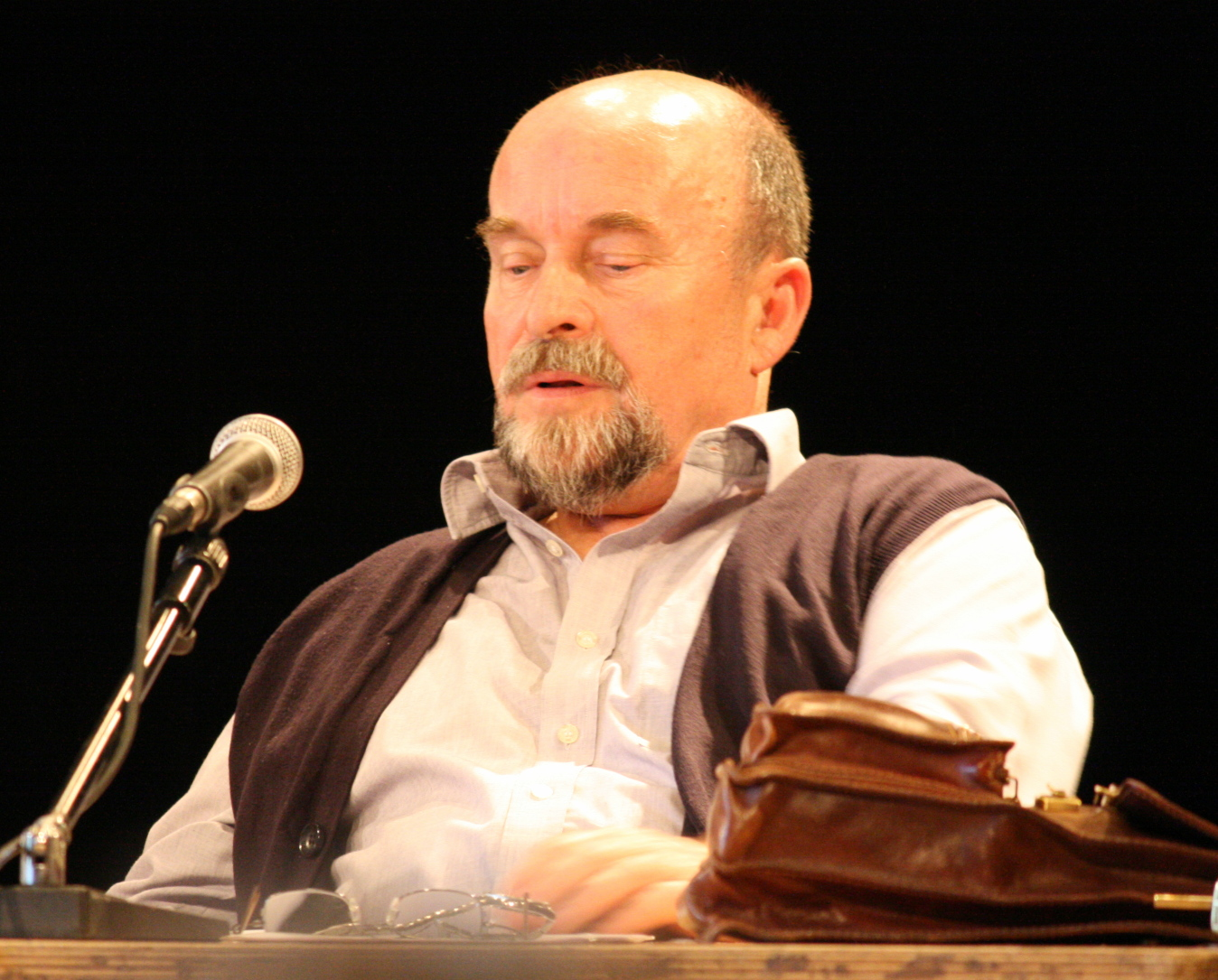
Rainer Eppelmann, 2008

Rainer Eppelmann (Berlijn, 12 februari 1943) was als luthers predikant lid van de oppositie tegen het Oost-Duitse regime en is tegenwoordig politicus voor de CDU.

## Jeugd en studie
Rainer Eppelmann komt uit een nationaalsocialistisch milieu. Zijn vader was lid van de SS en bewaker in de concentratiekampen Buchenwald en Sachsenhausen.
Eppelmann ging in West-Berlijn naar het gymnasium. Na de bouw van de Berlijnse Muur kon hij niet meer naar zijn school en ging aan de slag als dakdekkershulp. Van 1962 tot 1965 volgde hij een vakopleiding tot metselaar. In 1966 moest Eppelmann in dienst bij de Nationale Volksarmee. Omdat hij dienst weigerde en ook zijn gelofte als Bausoldat (het enige alternatief voor dienstweigeraars) niet wilde afleggen werd hij als totaalweigeraar tot acht maanden gevangenisstraf veroordeeld.

## Oppositie in de DDR
Rainer Eppelmann volgde een studie theologie aan het Berlijnse Paulinum en rondde deze studie in 1974 af. Hierna werkte Eppelmann als predikant in de Berlijnse wijk Friedrichshain en raakte betrokken bij de oppositie tegen het DDR-regime.
Eppelman was mede-oprichter en later voorzitter van de oppositiepartij Demokratischer Aufbruch (DA) en was in 1990 lid van de rondetafelconferentie van de SED-machthebbers met de oppositie. Vanaf 18 maart tot de opheffing op 2 oktober 1990 was hij parlementslid van de Volkskammer, minister zonder portefeuille in het kabinet van Hans Modrow en minister voor ontwapening en verdediging in het kabinet van Lothar de Maizière. In die hoedanigheid nodigde Eppelmann Mient Jan Faber van het Interkerkelijk Vredesberaad (IKV) uit om hem een half jaar  als adviseur te dienen bij het helpen hervormen van de Nationale Volksarmee. Faber heeft voor de uitnodiging bedankt. In zijn memoires schrijft hij dat de Nederlandse minister van defensie Relus ter Beek hem dat had ontraden, omdat hij anders in dienst van een ander land zou zijn getreden. Bij de fusie van de DA met de CDU in augustus 1990 werd Eppelmann lid van de CDU.

## Herenigd Duitsland
Vanaf de eerste verkiezingen in het herenigde Duitsland van 2 december 1990 tot 2005 was Eppelman lid van de Bondsdag. In de bondsdag was hij voorzitter van de beide parlementaire Enquete-Kommissionen zur Aufarbeitung der Geschichte und der Folgen der SED-Diktatur. Sinds 1998 is Eppelmann lid van het presidium van de CDU. Daarnaast was hij lid van de werknemersbeweging van de CDU, de Christlich-Demokratische Arbeitnehmerschaft (CDA), tot december 1993 als vicevoorzitter.
Rainer Eppelmann is getrouwd en heeft vijf kinderen.
- Bibsys: 8000128
- Bibliothèque nationale de France: cb14550901f (data)
- CiNii: DA10346930
- Gemeinsame Normdatei: 119052105
- International Standard Name Identifier: 0000 0001 1000 3641
- Library of Congress Control Number: n93005471
- Nationale Bibliotheek van Letland: 000177712
- Nationale Bibliotheek van Tsjechië: jx20070511005
- Nationale Bibliotheek van Israël: 987007260844905171
- Nationale Bibliotheek van Polen: a0000001053637
- Nederlandse Thesaurus van Auteursnamen: 27024896X
- Réseau des bibliothèques de Suisse occidentale: 02-A003219310
- Système universitaire de documentation: 07938157X
- Virtual International Authority File: 97798216
- WorldCat: E39PBJr7WRH6qwMD98hdpbvj4q